# Comunità Montana del Giovo
Die Comunità Montana del Giovo war eine Comunità montana in der italienischen Provinz Savona. Sie umfasste die Gemeinden Albisola Superiore, Albissola Marina, Bergeggi, Celle Ligure, Giusvalla, Mioglia, Pontinvrea, Quiliano, Sassello, Stella, Urbe, Vado Ligure und Varazze.
Durch ein Regionalgesetz aus dem Jahr 2010 wurden die Comunità montane der Region Ligurien abgeschafft. Die Verwaltungsgemeinschaft befindet sich in Liquidation.

## Geographie
Das Territorium der Comunità Montana umschloss einen Abschnitt der Riviera di Ponente (Albisola Superiore, Albissola Marina, Bergeggi, Celle Ligure, Vado Ligure und Varazze) und Teile des ligurischen Hinterlands (Mioglia, Pontinvrea, Quiliano, Sassello, Stella und Urbe).

## Verwaltung
Der Sitz der Comunità Montana befand sich in Sassello. Präsident war Anselmo Biale.